# Sayaka Shoji
Sayaka Shoji (庄司 紗矢香, Shōji Sayaka, nascuda el 30 de gener del 1983) és una violinista clàssica japonesa. Va ser la primera guanyadora japonesa i la més jove del Concurs internacional de violí Niccolò Paganini a Gènova el 1999.

## Biografia
Shoji va néixer a Tòquio en una família artística (la seva mare és pintora; la seva àvia, poeta) i va passar la seva primera infància a Siena, Itàlia. Quan tenia 5 anys, la seva família va tornar al Japó, on va començar a estudiar el violí. De 1995 a 2000 va estudiar a l'Accademia Musicale Chigiana, sota la direcció d'Uto Ughi i Riccardo Brengola.. Als 13 anys va anar a Alemanya durant un any per estudiar amb Saschko Gawriloff. El 1998 es va traslladar a Alemanya per estudiar a la Hochschule für Musik und Tanz Köln sota el mestratge de Zakhar Bron, i s'hi va graduar el 2004. Després va continuar els seus estudis amb Gawriloff i també va rebre classes magistrals de Shlomo Mintz.
El 1997 va debutar al Festival de Lucerna i al Musikverein a Viena amb Rudolf Baumgartner. Dos anys més tard, va rebre el primer premi al concurs Paganini de 1999. Zubin Mehta ha estat el seu suport més important. Quan Shoji va fer una audició per a ell el 2000, immediatament va canviar el seu horari per fer el seu primer enregistrament amb la Filharmònica d'Israel el mes següent, i després la va convidar a actuar amb l'Òpera Estatal de Baviera i la Filharmònica de Los Angeles.
Des de llavors moltes orquestres prominents han convidat Shoji, incloent la Filharmònica de Berlín, la Simfònica de Londres, l'Orquestra Philharmonia, la Filharmònica de Nova York, l'Orquestra Simfònica de Baltimore, l'Orquestra Filharmònica de Sant Petersburg, l'Orquestra de l'Acadèmia Nacional de Santa Cecília l'Orquestra Simfònica de la WDR de Colònia i l'Orquestra Simfònica Camera Musicae,sota la batuta de Lorin Maazel, Sir Colin Davis, Wolfgang Sawallisch, Kurt Masur, Mariss Jansons, Iuri Temirkànov, Valeri Guérguiev, Myung-Whun Chung i Semion Bitxkov.

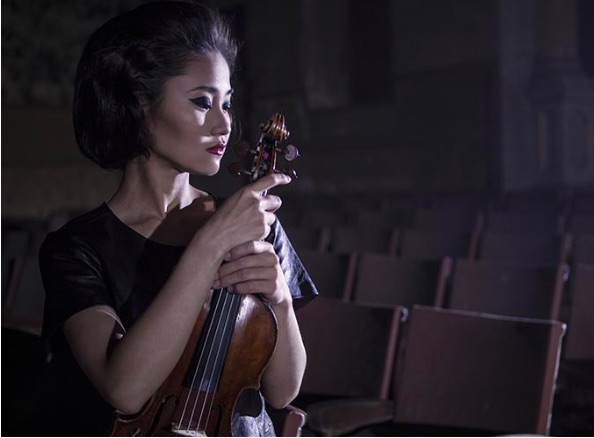
Sayaka Shoji

Shoji fa els seus enregistrament amb Deutsche Grammophon. Fins al 2009 feia servir un Joachim Stradivarius del 1715, manllevat a la Fundació Nippon Music; avui toca un Stradivarius Recamier del 1729, manllevat a Ryuzo Ueno, president d'honor de Ueno Fine Chemicals Industry, Ltd.

## Discografia
- Paganini: "Concert per a violí núm. 1" i altres (25 d'octubre de 2000)
- Recital del Louvre (París) (3 de novembre de 2001)
- Prokófiev: "Sonata per a violí núm. 1, "número 2" i altres (3 de març de 2004)
- Mendelssohn: "Concert per a violí en mi menor"; Txaikovski: "Concert per a violí en re major" (29 de març de 2006)
- Prelude SAYAKA (15 d'agost de 2007)
- Beethoven: Sonates per a violí núm. 2 i 9 "Kreutzer" (20 d'octubre de 2010)
- Bach: "Partites núms. 1 i 2 i Sonata núm. 1 per a violí sol", Reger: "Preludis i Fugues per a violí sol, op. 117", Chaconne i altres (11 de febrer de 2011)
- Xostakóvitx: "Concert per a violí núm. 1, Concert per a violí núm. 2" (11 de febrer de 2012)
- Beethoven "Sonates per a violí núms. 1, 3, 4" (26 de setembre de 2012)
- Beethoven "Sonates per violí 7 i 8" (26 de setembre de 2012)
- Prokófiev "Concerts de violí núms. 1 i 2" i altres (22 de gener de 2014)
- Beethoven "Sonata Primavera, Sonata núm. 6 i Sonata núm. 10" (20 de maig de 2015)
- "Sonata de la pluja", Mozart, Schubert, Brahms (21 d'octubre de 2015, en directe)
- Beethoven: "Concert per a violí", Jean Sibelius: "Concert per a violí" (26 de setembre de 2018)